# Байко, Даниила Яковлевна
Даниила Яковлевна Байко́ (20 августа 1929 года, Яблуницы, Жешувский повят, Подкарпатское воеводство, Польша — 26 апреля 2019 года, Львов, Украина) — советская украинская певица, преподаватель музыки; участник вокального трио сестёр Байко. Народная артистка Украинской ССР (1979).

## Биография
Родилась 20 августа 1929 года в селе Яблоница (Яблуница, Яблоновка; ныне Польша). В 1958 году окончила Львовскую ГК имени Н. В. Лысенко, совместно с сёстрами Марией и Ниной выступала с 1953 (солистка Львовской филармонии).
В 1969—1984 годах работала преподавателем Львовского педагогического училища.
В репертуар певицы входили украинские народные песни, произведения отечественных и зарубежных композиторов.
Скончалась на 90-м году жизни во Львове в апреле 2019 года.

## Награды и премии
- орден княгини Ольги III степени (2008)[1]
- орден «Знак Почёта» (24.11.1960)
- медаль «За трудовую доблесть» (07.03.1960)[2].
- Народная артистка Украинской ССР (1979).
- Юбилейная медаль «20 лет независимости Украины» (2011)[3]
- Государственная премия УССР имени Т. Г. Шевченко (1976)— за концертные программы (1973—1975)